# Temporada 1983 del Campeonato de España de Rally
La temporada 1983 fue la edición 27.ª del Campeonato de España de Rally. Comenzó el 18 de febrero en el Rally Costa Brava y terminó el 4 de diciembre en el Rally Shalymar. El calendario estaba formado por diecinueve pruebas. Este año la Federación Española de Automovilismo decidió modificar la temporada anterior y desarrolló tres campeonatos distintos. Diferenció campeonato de tierra del campeonato de asfalto y dentro de este último, estableció una serie de pruebas para un certamen internacional y otras para el título de Campeón de España de Rally, tanto en su modalidad de pilotos como de fabricantes. Además tratando de motivar a los pilotos para salir a correr al extranjero creó el Campeonato Internacional de Rally. Las pruebas de este campeonato eran las nacionales con categoría internacional (Costa Brava, RACE, Príncipe de Asturias, Corte Inglés y Catalunya) junto las del Europeo y del Mundial que los pilotos disputasen. Para optar al título se consideraban los cuatro mejores resultados en las pruebas nacionales, y los dos mejores resultados en pruebas internacionales.

## Calendario
Inicialmente se contó con veinte pruebas aunque al suspenderse el Rally CS tan solo se corrieron diecinueve. Las pruebas Costa Brava, RACE, Corte Inglés y Cataluña eran puntuables para el Campeonato de Europa de Rally.
| N.º | Fecha               | Rally                                       | Superficie     | Series |
| --- | ------------------- | ------------------------------------------- | -------------- | ------ |
| 1   | 18-20 de febrero    | 31.º Rally Costa Brava                      | Asfalto/tierra | ERC    |
| 2   | 11-13 de marzo      | 31.º Rally Sol - RACE                       | Asfalto        | ERC    |
| 3   | 26-27 de marzo      | 24.º Rally Fallas                           | Asfalto        |        |
| 4   | 9-10 de abril       | 13.º Critérium Montseny-Guilleries          | Asfalto        |        |
| 5   | 23-24 de abril      | 6.º Rally Sierra Morena                     | Asfalto        |        |
| 6   | 7-8 de mayo         | 24.º Rally Vasco Navarro                    | Asfalto        |        |
| 7   | 21-22 de mayo       | 20.º Critérium Luis de Baviera - Trofeo BMW | Asfalto        |        |
| 8   | 4-5 de junio        | 16.º Rally de Orense                        | Asfalto        |        |
| 9   | 18-19 de junio      | 7.º Rally Villa de Llanes                   | Asfalto        |        |
| 10  | 25-26 de junio      | 12.º Rally Gibralfaro                       | Asfalto        |        |
| 11  | 16-17 de julio      | 13.º Critérium de La Rioja                  | Asfalto        |        |
| 12  | 13-14 de agosto     | 8.º Rallye San Agustín                      | Asfalto        |        |
| 13  | 16-18 de septiembre | 20.º Rally Príncipe de Asturias             | Asfalto        |        |
| 14  | 1-2 de octubre      | 15.º Rally Internacional Isla de Tenerife   | Asfalto        |        |
| 15  | 7-9 de octubre      | 7.º Rally El Corte Inglés                   | Asfalto        | ERC    |
| 16  | 21-23 de octubre    | 9.º Rally Cataluña-Rally de las Cavas       | Asfalto/tierra | ERC    |
| 17  | 5-6 de noviembre    | 10.º Rally Ciudad de Torrelavega            | Asfalto        |        |
| 18  | 19-20 de noviembre  | 17.º Rally de Girona-Cales de Palafruguell  | Asfalto        |        |
| 19  | 3-4 de diciembre    | 15.º Rally Shalymar - Trofeo Valeo          | Asfalto        |        |

## Equipos
| Equipo               | Vehículo             | Piloto            | Copiloto                    | Rondas                   |
| Equipos oficiales    | Equipos oficiales    | Equipos oficiales | Equipos oficiales           | Equipos oficiales        |
| -------------------- | -------------------- | ----------------- | --------------------------- | ------------------------ |
| FASA Renault         | Renault 5 Turbo      | Genito Ortiz      | Ramón Mïnguez               | 1-5, 8, 11-13,15-16      |
| FASA Renault         | Renault 5 Turbo      | Genito Ortiz      | María Jesús Cabal           | 7, 9                     |
| G. M. España         | Opel Manta 400       | Juan Carlos Oñoro | Guillermo Barreras          | 12-13                    |
| G. M. España         | Opel Manta 400       | Juan Carlos Oñoro | José López Orozco           | 16, 19                   |
| Concesionarios Ford  | Ford Escort RS1600i  | Salvador Serviá   | Jordi Sabater               | 8-9, 11, 13, 16, 18      |
| Automobiles Talbot   | Talbot Sunbeam Lotus | Antonio Zanini    | Víctor Sabater              |                          |
| Automobiles Talbot   | Talbot Sunbeam Lotus | Antonio Zanini    | Pedro García Sánchez        |                          |
| Equipos privados     |                      |                   |                             |                          |
| Rothmans Rally Team  | Porsche 911 SC       | Beny Fernández    | José Luis Sala              |                          |
| Rothmans Rally Team  | Porsche 911 SC       | Carlos Piñeiro    | Carlos Orozco               |                          |
| Rothmans Rally Team  | Porsche 911 SC       | Marc Etchebers    | M.ª Christine Etchebers     | 2-3, 5-6, 9, 11, 13, 16  |
| Escudería Catalunya  | Opel Ascona          | Carles Santacreu  | Antonio Santacreu           | 1, 3-4, 7, 9, 11, 16, 18 |
| Escudería Granollers | Talbot Sunbeam Lotus | Joan Bayó         | Juan Manuel Molina Estartus | 1-4, 9, 16, 18           |
| Klippan Competición  | Talbot Sunbeam Lotus | Joan Bayó         | Juan Manuel Molina Estartus | 1-4, 9, 16, 18           |

## Resultados

### Campeonato de pilotos
| Pos. | Piloto             | CBR | RAC | FLL | CMG | SRM | VSN | CLB | ORN | VLL | GIB | CLR | SNA | PRA | TNF | ECI | CAT | TLV | GER | SHA | Puntos |
| ---- | ------------------ | --- | --- | --- | --- | --- | --- | --- | --- | --- | --- | --- | --- | --- | --- | --- | --- | --- | --- | --- | ------ |
| 1.   | Genito Ortiz       | Ret | 1   | 1   | Ret | Ret |     | 1   | Ret | 1   |     | 1   | 1   | 1   |     | 1   | 1   |     |     |     | 928    |
| 2.   | Beny Fernández     | 2   | 2   | 2   |     | 3   |     | 2   |     |     | 1   |     | 2   |     |     |     | Ret |     |     | 1   | 828    |
| 3.   | Carlos Piñeiro     |     | Ret | 4   |     | 1   |     |     | 1   |     |     | 3   | 4   | Ret |     |     |     |     |     | 3   | 690    |
| 4.   | Marc Etchebers     |     | Ret | 3   |     | Ret | 1   |     |     | 2   |     | 2   |     | 2   |     |     | Ret |     |     |     | 653    |
| 5.   | Carles Santacreu   | 3   |     | 7   | 4   |     |     | 7   |     | 6   |     | 6   |     |     |     |     | 5   |     | 4   |     | 584    |
| 6.   | Joan Bayó          | Ret | 3   | 6   | 3   |     |     |     |     | 5   |     |     |     |     |     |     | 4   |     | 2   |     | 518    |
| 7.   | Paco Martínez      |     |     |     |     |     |     |     |     | 7   |     | 8   | 7   |     |     |     |     | 1   |     |     | 450    |
| 8.   | Juan Carlos Oñoro  |     |     |     |     |     |     |     |     |     |     |     | 3   | Ret |     |     | 2   |     |     | 2   | 417    |
| 9.   | Salvador Serviá    |     |     |     |     |     |     |     | 3   | Ret |     | 5   |     | 7   |     |     | 6   |     | 3   |     | 404    |
| 10.  | José Bernardo Pino |     |     |     |     |     |     | 9   | 6   |     | 5   | 12  | 11  | 9   |     |     |     |     |     |     | 389    |

### Campeonato de marcas
| Pos. | Marca   |
| ---- | ------- |
| 1.   | SEAT    |
| 2.   | Ford    |
| 3.   | Talbot  |
| 4.   | Citroën |

### Campeonato de copilotos
| Pos. | Nombre                  | Puntos |
| ---- | ----------------------- | ------ |
| 1.   | José Luis Sala          | 824    |
| 2.   | Carlos Orozco           | 690    |
| 3.   | M.ª Christine Etchebers | 653    |
| 4.   | Ramón Mïnguez           | 608    |
| 5.   | Antonio Santacreu       | 584    |
| 6    | «Júnior»                | 450    |
| 7    | J. Molina               | 428    |
| 8.   | Jordi Sabater           | 404    |
| 9.   | José López Orozco       | 397    |
| 10.  | Javier Balaña           | 325    |

### Campeonato de España Internacional de Rallyes
| Pos. | Piloto             | Puntos |
| ---- | ------------------ | ------ |
| 1.   | Antonio Zanini     | 504    |
| 2.   | Genito Ortiz       | 424    |
| 3.   | Carles Santacreu   | 157    |
| 4.   | Alfredo del Águila | 148    |
| 5.   | Joan Bayó          | 145    |
| 6.   | Salvador Serviá    | 120    |
| 7.   | Pipo Couret        | 90     |
| 8.   | Ricardo Muñoz      | 90     |
| 9.   | Santiago Álvarez   | 84     |
| 9.   | Manuel Acosta      | 84     |

| Pos. | Copiloto         | Puntos |
| ---- | ---------------- | ------ |
| 1.   | Ramón Mínguez    | 424    |
| 2.   | Pedro García     | 288    |
| 3.   | Víctor Sabater   | 214    |
| 4.   | A. Santacreu     | 157    |
| 5.   | Johnny Molina    | 145    |
| 6.   | José Luis Orozco | 144    |
| 7.   | Jordi Sabater    | 120    |
| 8.   | Silvia Meléndez  | 90     |
| 9.   | Gaspar León      | 84     |
| 9.   | Antonio Ribero   | 84     |

### Copa de grupo A
| Pos. | Nombre           | Puntos |
| ---- | ---------------- | ------ |
| 1.   | José Alsina      | 121    |
| 2.   | Carlos Santacreu | 104    |
| 3.   | Salvador Servià  | 84     |
| 4.   | Borja Moratal    | 78     |
| 5.   | José Frigola     | 49     |
| 5.   | E. Botas         | 49     |
| 7.   | E. Rubio         | 48     |
| 7.   | José Couret      | 48     |
| 9.   | F. Xufre         | 42     |
| 9.   | J. Devis         | 42     |

### Copa de grupo N
| Pos. | Nombre             | Puntos |
| ---- | ------------------ | ------ |
| 1.   | Octavi Candela     | 183    |
| 2.   | José Arque         | 104    |
| 3.   | José Ramón Miguel  | 84     |
| 4.   | José Bernardo Pino | 48     |
| 4.   | José María Ponce   | 48     |
| 6.   | Urbano Bernal      | 42     |
| 7.   | José M. Ucha       | 36     |
| 8.   | R. García G.       | 35     |
| 9.   | J. Sola            | 30     |
| 9.   | Asgustín Arbez     | 30     |

### Trofeo de damas
| Pos. | Piloto         | Puntos |
| ---- | -------------- | ------ |
| 1.   | Roser Papaseit | 94     |
| 2.   | Dorotea Boquoi | 50     |

| Pos. | Copilotos         | Puntos |
| ---- | ----------------- | ------ |
| 1.   | M. C. Etchebers   | 653    |
| 2.   | María Jesús Cabal | 320    |
| 3.   | Silvia Meléndez   | 288    |
| 4.   | H. Intxauregui    | 258    |
| 5.   | M. Pathoux        | 180    |

### Desafío Talbot
| Pos. | Nombre          |
| ---- | --------------- |
| 1.   | Borja Moratal   |
| 2.   | Josep Alsina    |
| 3.   | Alberto Hevia   |
| 4.   | Andrés Vilariño |
| 5.   | Ramón Leal      |

### Copa SEAT Panda
| Pos. | Nombre          |
| ---- | --------------- |
| 1.   | Juan Colín      |
| 2.   | Alfonso Loza    |
| 3.   | Carlos Trenado  |
| 4.   | Ramón Manjón    |
| 5.   | Roser Papasseit |

### Copa Ford Fiesta
| Pos. | Nombre            |
| ---- | ----------------- |
| 1.   | Bernardo Pino     |
| 2.   | José Arque        |
| 3.   | José R. de Miguel |
| 4.   | Roland Holke      |
| 5.   | Wilfredo Jovellar |